# Ghiacciaio Haumea
Il ghiacciaio Haumea è un ghiacciaio situato sulla costa orientale dell'isola Alessandro I, al largo della costa della Terra di Palmer, in Antartide. Il ghiacciaio, il cui punto più alto si trova a oltre 500 m s.l.m., si trova a nord delle cime Pianeta, a sud del ghiacciaio Giove, e da qui fluisce dapprima verso nord-est e poi verso est, partendo dalla regione centrale della dorsale LeMay e scorrendo fino ad unire il proprio flusso a quello del ghiacciaio Giove e andare ad alimentare la piattaforma di ghiaccio Giorgio VI, che ricopre l'omonimo canale, tra il monte Elara, a nord, e le scogliere Callisto, a sud.

## Storia
Il ghiacciaio Haumea fu probabilmente avvistato per la prima volta da Lincoln Ellsworth, il quale, il 23 novembre 1935, effettuò una ricognizione aerea del segmento di costa in cui si trova il ghiacciaio, fotografandolo e dando la possibilità al geografo statunitense W. L. G. Joerg di mapparlo, seppure non in maniera dettagliata. La parte terminale del ghiacciaio è stata grossolanamente esplorata nel 1936 dalla spedizione britannica nella Terra di Graham, 1934-37, al comando di John Rymill, mentre altre fotografie aeree di tutta la formazione sono scattate durante la spedizione antartica di ricerca comandata da Finn Rønne, svoltasi nel 1947-48. Ciò nonostante, il ghiacciaio è stato battezzato dal Comitato britannico per i toponimi antartici solo nel 2010 con un nome derivante da quello del pianeta nano Haumea, secondo la consuetudine adottata dal suddetto comitato di battezzare tutte le formazioni di questa regione con un nome inerente all'astronomia.
.